# Roll Deep
Roll Deep er et London baseret Grime kollektiv fra Storbritannien. Blandt tidligere medlemmer finder man bl.a. Dizzee Rascal.

## Diskografi

### Studiealbummer
- 2005: In at the Deep End
- 2007: Rules and Regulations
- 2008: Return of the Big Money Sound
- 2010: Winner Stays On
- 2012: X

### Opsamlingsalbum
- 2009: Street Anthems

### Mixtapes
- 2003: Creeper Vol.1
- 2004: Creeper Vol.2
- 2004: Rollin’ Deeper
- 2012: No Comment Star Mixtape

| Musikgruppe | Spire Denne artikel om en britisk musikgruppe er en spire som bør udbygges. Du er velkommen til at hjælpe Wikipedia ved at udvide den. |